# Grande Prêmio da Espanha de 2003
Resultados do Grande Prêmio da Espanha de Fórmula 1 (formalmente XLV Gran Premio Marlboro de España) realizado em Barcelona em 4 de maio de 2003. Quinta etapa da temporada, foi vencido pelo alemão Michael Schumacher, da Ferrari.

## Resumo
- Pontuaram pela primeira vez na Fórmula 1: o brasileiro Cristiano da Matta e o irlandês Ralph Firman (único na carreira).
- A última vez que a Irlanda pontuou na categoria foi no Grande Prêmio de Las Vegas de 1982 com o sexto lugar de Derek Daly (último do piloto na carreira).
- As equipes Toyota e Jaguar pontuaram pela primeira vez na temporada.
- Fernando Alonso torna-se o primeiro piloto espanhol a ir ao pódio no seu próprio país em provas do mundial de Fórmula 1.

## Classificação

### Treino oficial
| 1      | 1  | Michael Schumacher    | Ferrari          | 1:17.762 | [ nota 3 ] |
| 2      | 2  | Rubens Barrichello    | Ferrari          | 1:18.020 | + 0.258    |
| 3      | 8  | Fernando Alonso       | Renault          | 1:18.233 | + 0.471    |
| 4      | 7  | Jarno Trulli          | Renault          | 1:18.615 | + 0.853    |
| 5      | 17 | Jenson Button         | BAR-Honda        | 1:18.704 | + 0.942    |
| 6      | 20 | Olivier Panis         | Toyota           | 1:18.881 | + 1.049    |
| 7      | 4  | Ralf Schumacher       | Williams-BMW     | 1:19.006 | + 1.244    |
| 8      | 5  | David Coulthard       | McLaren-Mercedes | 1:19.128 | + 1.366    |
| 9      | 3  | Juan Pablo Montoya    | Williams-BMW     | 1:19.377 | + 1.615    |
| 10     | 10 | Heinz-Harald Frentzen | Sauber-Petronas  | 1:19.427 | + 1.665    |
| 11     | 16 | Jacques Villeneuve    | BAR-Honda        | 1:19.563 | + 1.801    |
| 12     | 14 | Mark Webber           | Jaguar-Cosworth  | 1:19.615 | + 1.853    |
| 13     | 21 | Cristiano da Matta    | Toyota           | 1:19.623 | + 1.861    |
| 14     | 9  | Nick Heidfeld         | Sauber-Petronas  | 1:19.646 | + 1.884    |
| 15     | 12 | Ralph Firman          | Jordan-Ford      | 1:20.215 | + 2.453    |
| 16     | 15 | Antônio Pizzonia      | Jaguar-Cosworth  | 1:20.308 | + 2.546    |
| 17     | 11 | Giancarlo Fisichella  | Jordan-Ford      | 1:20.976 | + 3.214    |
| 18     | 18 | Justin Wilson         | Minardi-Cosworth | 1:22.104 | + 4.342    |
| 19     | 19 | Jos Verstappen        | Minardi-Cosworth | 1:22.237 | + 4.475    |
| 20     | 6  | Kimi Räikkönen        | McLaren-Mercedes | 1:31.900 | + 14.138   |
| Fonte: |    |                       |                  |          |            |

### Corrida
| Pos.   | Nº | Piloto                | Construtor       | Voltas | Tempo/Diferença | Grid | Pontos |
| ------ | -- | --------------------- | ---------------- | ------ | --------------- | ---- | ------ |
| 1      | 1  | Michael Schumacher    | Ferrari          | 65     | 1:33:46.933     | 1    | 10     |
| 2      | 8  | Fernando Alonso       | Renault          | 65     | + 5.716         | 3    | 8      |
| 3      | 2  | Rubens Barrichello    | Ferrari          | 65     | + 18.001        | 2    | 6      |
| 4      | 3  | Juan Pablo Montoya    | Williams-BMW     | 65     | + 1:02.022      | 9    | 5      |
| 5      | 4  | Ralf Schumacher       | Williams-BMW     | 64     | + 1 volta       | 7    | 4      |
| 6      | 21 | Cristiano da Matta    | Toyota           | 64     | + 1 volta       | 13   | 3      |
| 7      | 14 | Mark Webber           | Jaguar-Cosworth  | 64     | + 1 volta       | 12   | 2      |
| 8      | 12 | Ralph Firman          | Jordan-Ford      | 63     | + 2 voltas      | 15   | 1      |
| 9      | 17 | Jenson Button         | BAR-Honda        | 63     | + 2 voltas      | 5    |        |
| 10     | 9  | Nick Heidfeld         | Sauber-Petronas  | 63     | + 2 voltas      | 14   |        |
| 11     | 18 | Justin Wilson         | Minardi-Cosworth | 63     | + 2 voltas      | 18   |        |
| 12     | 19 | Jos Verstappen        | Minardi-Cosworth | 62     | + 3 voltas      | 19   |        |
| Ret    | 11 | Giancarlo Fisichella  | Jordan-Ford      | 43     | Motor           | 17   |        |
| Ret    | 20 | Olivier Panis         | Toyota           | 41     | Câmbio          | 6    |        |
| Ret    | 10 | Heinz-Harald Frentzen | Sauber-Petronas  | 38     | Suspensão       | 10   |        |
| Ret    | 5  | David Coulthard       | McLaren-Mercedes | 17     | Acidente        | 8    |        |
| Ret    | 16 | Jacques Villeneuve    | BAR-Honda        | 12     | Pane elétrica   | 11   |        |
| Ret    | 7  | Jarno Trulli          | Renault          | 0      | Acidente        | 4    |        |
| Ret    | 15 | Antônio Pizzonia      | Jaguar-Cosworth  | 0      | Acidente        | 16   |        |
| Ret    | 6  | Kimi Räikkönen        | McLaren-Mercedes | 0      | Acidente        | 20   |        |
| Fonte: |    |                       |                  |        |                 |      |        |

## Tabela do campeonato após a corrida
| Pos.   | Piloto             | Pontos |
| ------ | ------------------ | ------ |
| 1      | Kimi Räikkönen     | 32     |
| 2      | Michael Schumacher | 28     |
| 3      | Fernando Alonso    | 25     |
| 4      | Rubens Barrichello | 20     |
| 5      | David Coulthard    | 19     |
| Fonte: |                    |        |

| Pos.    | Construtor       | Pontos |
| ------- | ---------------- | ------ |
| 1       | McLaren-Mercedes | 51     |
| 2       | Ferrari          | 48     |
| 3       | Renault          | 34     |
| 4       | Williams-BMW     | 32     |
| 5       | Jordan-Ford      | 11     |
| Source: |                  |        |

- Nota: Somente as primeiras cinco posições estão listadas.